# シッタン作戦
シッタン作戦（シッタンさくせん）とは、第二次世界大戦末期の1945年（昭和20年）7月から終戦にかけて、ビルマ戦線において日本軍とイギリス軍の間で行われた戦闘である。日本の第28軍がシッタン川を越えてビルマ東部へ撤退しようとして発生した。日本兵34000人のうち、終戦までにシッタン川東岸の友軍部隊に収容されたのは15000人にとどまり、残りの多数が死亡した。日本側の作戦名は邁作戦（まいさくせん）。また、日本軍が撤退援護のために行ったシッタン川の湾曲部（ベンド）における戦闘をシッタン・ベンド作戦とも呼ぶ。

## 背景

### ラングーン陥落
1945年（昭和20年）、ビルマ戦線においてイギリス第14軍（en）の全面的な反攻作戦が開始された。3月末までに日本の緬甸方面軍はイラワジ会戦で敗北し、日本軍の指導下で組織されていたビルマ国民軍は「ビルマ国」に対する全面反乱を起こして日本軍を攻撃した。4月23日には緬甸方面軍司令部がビルマの首都ラングーン（現ヤンゴン）からモールメンに後退し、隷下部隊のうち第15軍（5月5日時点での残存兵力2個師団：約10500人）はシッタン川を渡ってタウングーの対岸付近を経て6月にはタイ王国やインドシナ半島へ移動開始、第33軍（4月末時点での残存兵力4個師団：約3,900人）もシッタン川を渡って河口東岸に後退した。
イギリス軍はシッタン川西岸沿いのマンダレー街道（現在の国道1号線, en）を南下する陸路からの進撃及びドラキュラ作戦に基づく着上陸作戦で、5月2日に無防備状態のラングーンを占領した。5月3日、緬甸方面軍は、シッタン川西岸のビルマ南西部に唯一残っている第28軍（1個師団・1個旅団基幹）にラングーン現地編成の独立混成第105旅団を併せ指揮させてラングーンの固守を命じたが、すでに手遅れであった。

### 邁作戦の立案
ラングーン陥落後、緬甸方面軍のうち第28軍と独混第105旅団のみがシッタン川西岸に孤立した状態となった。第28軍司令官の桜井省三中将は、孤立した場合にはペグー山系（en）に籠もって遊撃戦を続ける腹案をかねて持ち、木村兵太郎緬甸方面軍司令官の内諾も得ていた。しかし、4月下旬、桜井中将は、緬甸方面軍司令部の単身後退や防衛線の急激な崩壊といった状況を踏まえ、独断によりペグー山系に兵力を結集して機を見てシッタン川東岸に突破撤退する計画の検討を始め、「邁作戦」と命名した。4月26日、第28軍は、ラカイン州方面にある第54師団及び振武兵団（第55師団のイラワジデルタ残置部隊）に対して、ペグー山系への後退を命じた。
緬甸方面軍は、前述のとおり5月3日に第28軍にラングーン固守を命じ、5月9日には沼田多稼蔵南方軍総参謀長の指示を受けてラングーン奪回を命じたが、実情に合わず実行されなかった。5月26日、第28軍は緬甸方面軍司令部に対し、ペグー山系を拠点として遊撃戦を実施する計画と報告したが、内部では密かに6月下旬の撤退実行を決めていた。
6月4日、緬甸方面軍は、第28軍の後方部隊のみをシッタン川東岸に撤退させ、戦闘部隊は西岸に留まってラングーン及びペグーに対する攻勢を続け、イギリス軍の次期作戦を妨害するよう命令した。これに対して第28軍は全部隊の東岸撤退を意見具申し、6月25日に緬甸方面軍はついに第28軍主力のモールメン転進を命令した。緬甸方面軍は拙速主義での実行を望んだが、第28軍は主力である第54師団の集結を待つことにして作戦発起は7月下旬と予定した。また、緬甸方面軍の命令により、シッタン川河口の第33軍と上流シャン高原の鳳集団（第56師団基幹）が攻勢作戦を実施してイギリス軍の兵力を引きつけ、第28軍の撤退を援護することになった。
6月27-28日、第28軍は各兵団の参謀、軍直部隊の指揮官を軍司令部に集合させた。兵棋演習による研究の結果、作戦開始は7月20日、渡河は7月24日夜といった要領が確定された。進出目標は第54師団がパプン（en, 8月15-20日頃）、その他軍直属部隊等がビリン（en, 8月14-20日頃）と予定された。

### 作戦の漏洩とイギリス軍の戦闘準備
イギリス第14軍はラングーン攻略に際して、麾下の第4軍団（en）をシッタン川西岸のマンダレー街道で南下させており、その途中でシッタン川西岸の要衝であるトングーやペグー（現バゴー）を占領していた。第4軍団にはラングーン攻略後、日本の第28軍の東進阻止の任務が与えられていた。イギリス軍はシッタン川河口東岸の確保も目指しており、第5インド師団（en）を河口西岸に進出させて、東岸のモパリン及びその南方27kmのキャイト（en）の占領を命じた。しかし、シッタン川の橋梁は日本軍が破壊しており、上陸用舟艇などの渡河機材も不足していた上、雨季の到来で作戦用道路建設や航空支援が困難となり、対岸の日本軍陣地も強固であったことから、第5インド師団の渡河作戦は断念された。第5インド師団は、6月22日に第7インド師団（en）と交代した。第7インド師団の北側にはミイトキョー（ミッチョー）を境界に第17インド師団（en）が展開していた。
ラングーンの占領後、ビルマ戦線のイギリス軍は大幅な組織改編に着手していた。第14軍司令官として総指揮を執っていたウィリアム・スリム中将は6月9日に休暇でイギリス本国に帰還し、第14軍司令部もインドに後退した。代わってラングーンに第12軍司令部が新設され、モンタギュー・ストップフォード（en）中将が司令官に着任した。第12軍の主力部隊となった第4軍団の司令官も、7月5日にフランク・メサヴィ（en）中将からフランシス・トゥーカー（en）中将へ交代した。
7月2日、ペグー山系東麓でイギリス軍第17インド師団と日本の振武兵団の小競り合いがあった際、イギリス軍は振武兵団の邁作戦に関する命令書を鹵獲することに成功した。この命令書は7月7日には翻訳されて第17インド師団司令部に配布され、部隊編成・物資の状況・行動経路・合言葉など振武兵団の脱出計画の詳細が把握された。イギリス軍は他の鹵獲文書や捕虜の証言も参考に、第28軍全体の作戦計画を推定することができた。日本側の作戦開始日だけがわからなかったが、作戦開始直前の7月18日に捕虜となった連絡士官と憲兵軍曹から判明した。なお、イギリス軍は日本の第28軍の兵力を過小評価しており、第4軍団司令部では推定16000人と判断していた。
イギリス軍は、今後のタイ・マレー方面への反攻作戦で障害となる日本軍の戦力を削ぐため、第28軍の将兵を少しでも多く殺すことにした。転出直前のメサヴィ第4軍団司令官は急いで情報を分析し、第28軍主力の渡河地点をピュ（en, トングー南方）＝ニュアンレビン（en）間の120kmの範囲と推定すると、担当の第17インド師団に3個大隊を増援として送った。第17インド師団の兵力はそれでも不足で渡河点全てに有効な配備はできなかったが、鹵獲した地図から日本軍が夜間行動で突破を図る地点を推測し、伏兵を配置した。イギリス軍は歩兵による追撃はあまり続けず、主に事前標定した砲兵と航空部隊によって日本軍を撃滅する計画だった。

### 雨季の到来

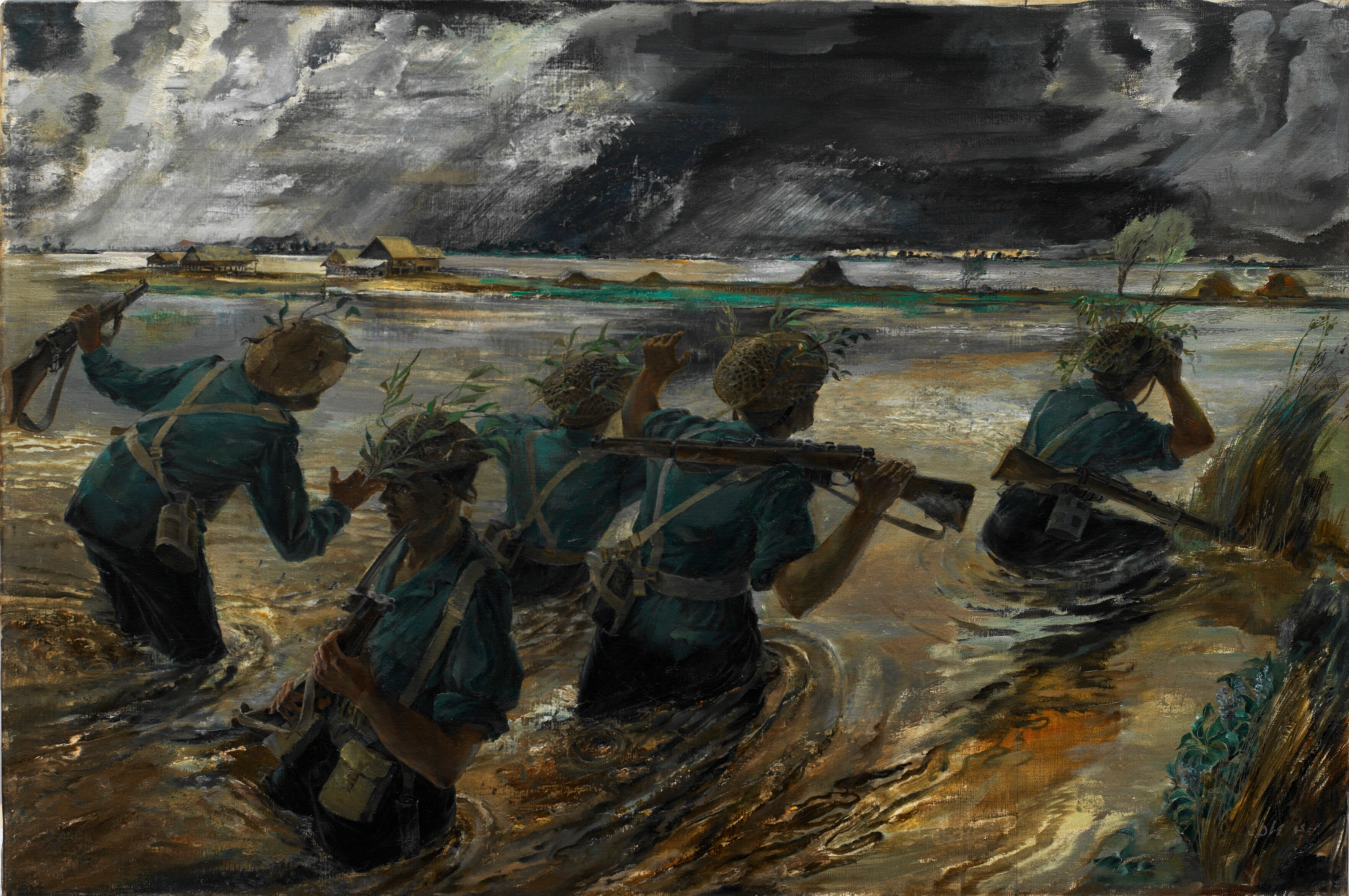
氾濫したシッタン川屈曲部の湿地の中を進むイギリス軍斥候を描いた絵画。

シッタン作戦の当時、ビルマには雨季が到来していた。4月下旬から5月上旬にかけて南部ビルマでは豪雨が降り、5月20日には本格的な雨季に入っていた。渡河が行われるシッタン川下流域は川幅200m・流速毎秒2mを超えて、川岸も水田や湿地が一面に冠水して水深70cm以上に達する。豪雨のため日本軍の無線連絡は感度が極端に低下し、5月上旬以降は緬甸方面軍司令部・第28軍司令部・振武兵団の間以外ほとんど不通となった。伝令で川で溺れる者も出て、無線機の電池切れもあって部隊間の連絡は困難となった。
イギリス軍にとっても大雨と洪水は行動の妨げになった。戦車やトラックなどの車両は幹線道路以外を走れなくなり、背の低いグルカ兵では歩くことも難しいほど冠水したところもあった。飛行場もしばしば使用不能となり、第221飛行連隊はトングー飛行場の1個中隊を除いて近接航空支援から引き上げなければならなかった。前述のとおり、第4軍団のシッタン川東岸占領も予想より早い雨季の到来で中止されている。
雨季の到来は衛生環境の悪化も招いた。日本の第54師団では6月上旬からコレラ患者が多発し、勝部隊（第49師団から配属の歩兵第153連隊基幹）指揮官の武田光大佐ら百数十人の死者が出た上、ペスト発生の兆候もあった。

## 戦闘経過

### 日本第28軍のペグー山系への集結
4月26日には既述のとおり、作戦発動の前段階である第28軍のペグー山系集結が発令された。しかし、イギリス軍との交戦や輸送力・通信能力の不足などから、部隊の集結は容易に進まなかった。第28軍輸送隊が物資運搬を担当して糧秣・弾薬2ヶ月分を集積する計画であったが、イギリス軍の進撃が早く実現されず、各部隊が自力で糧秣を運ぶことになった。各部隊の移動経過は以下のとおりであり、7月2日時点で第28軍司令部が掌握できた総兵力は約34000人であった。
第28軍の主力である第54師団は4月時点でビルマ西海岸のラカイン州方面におり、ペグー山系までの間にアラカン山脈とイラワジ川（エーヤワディー川）を越えなければならなかった。師団は5月2日の戦闘で師団通信隊が壊滅したため通信機と暗号書を全損し、イラワジ川西岸に辿り着くまでに師団主力は砲兵の装備火砲と速射砲を全て破棄した。師団はイラワジ川東岸を南下してくるイギリス軍第33軍団（en）と交戦しつつ、5月7-25日にイラワジ川を渡河した。その後、イギリス軍と交戦しつつパウカン平地で食料を収集し、右縦隊（歩兵第111連隊基幹）を除き6月下旬にほぼペグー山系に集結を終えた。タンガップ地区（en）の馬場部隊（歩兵第121連隊基幹）は第28軍直轄として抽出され、師団主力とは別行動で5月26日にペグー山系オンゴンに集結した。
第55師団が転出に際してイラワジ川デルタ地帯に残置した振武兵団（兵団長：第55歩兵団長・長澤貫一少将）は、5月11日に出発して比較的順調に集結できた。同兵団はペグー山中で食料不足に苦しみつつも渡河の準備を進め、ロサンゼルス五輪競泳金メダリストの北村久寿雄中尉が水泳の指導や地形偵察に活躍した。同じ第55師団の分遣隊である神威部隊（騎兵第55連隊基幹）もアランミョー（現en:Myede）及びパローで歴戦後、第28軍配属参謀・土屋英一中佐の指導に基づき6月下旬の邁作戦実施を予想して、6月上旬に自主的にペグー山系に移動を終えていた。他方、干城兵団（第55師団の歩兵第112連隊基幹）は、4月18日にポッパ山から撤退後に第28軍司令部と通信不能となり、独自の判断でペグー山系に入った。しかし、その後、山中で会った部隊から「6月20日頃に第28軍がシッタン川を渡河」との誤った情報を聞き、6月23日まで軍主力を捜索したが発見できなかったため、6月28日から12日間かかって小舟数隻を使ってわずか負傷1人の損害でシッタン川の渡河を終えていた。ただし、歩兵第112連隊第1大隊と中島重砲大隊（15cm榴弾砲6門）は同兵団主力とはぐれ、7月16日にペグー山中で第28軍主力に収容された。
敢威兵団こと独混第105旅団（旅団長：松井秀治少将）は4月にラングーンを出撃してマンダレー街道を南下してきたイギリス軍と交戦後、ペグー山系南部を拠点に遊撃戦を続けており、6月10日に第28軍の指揮下に入った。配属部隊を合わせて約3400人の兵力を掌握したほか、15kmほど離れた地点に集結した第13警備隊司令の深見盛雄大佐率いる第13根拠地隊関係の海軍陸戦隊650人を指揮下に入れるものとされた。
集結に失敗した部隊もあり、第28軍の第118兵站病院（病院長：松村長義軍医少佐）は、4月29日にパウンデ（en）を発ってペグー山中に入ったが、軍司令部と連絡が取れないまま、軽症患者1000人を連れて独自にモールメンを目指して出発した。しかし、5月18日にシッタン川渡河の準備中にイギリス軍約150人の攻撃を受けて、松村病院長以下職員38人戦死・140人生死不明のほか、患者もほぼ全員が戦死または生死不明となって壊滅した。
貫徹兵団こと独立混成第72旅団（旅団長：小原金祐大佐）は、4月22日に守備地エナンジョンを失った後に電池切れで通信途絶状態となり、分散していた隷下部隊の統一行動ができなくなっていた。旅団主力は「5月中旬に第28軍主力はタイへ転進済み」との誤った伝聞に基いて独自にシッタン川を渡河し、7月2日にシッタン川東岸で第53師団と連絡した。旅団主力とはぐれた独立歩兵第542大隊（大隊長：向井芳雄少佐）は、5月下旬にペグー山中で第28軍主力に合流した。

### シッタン・ベンド等における牽制攻撃

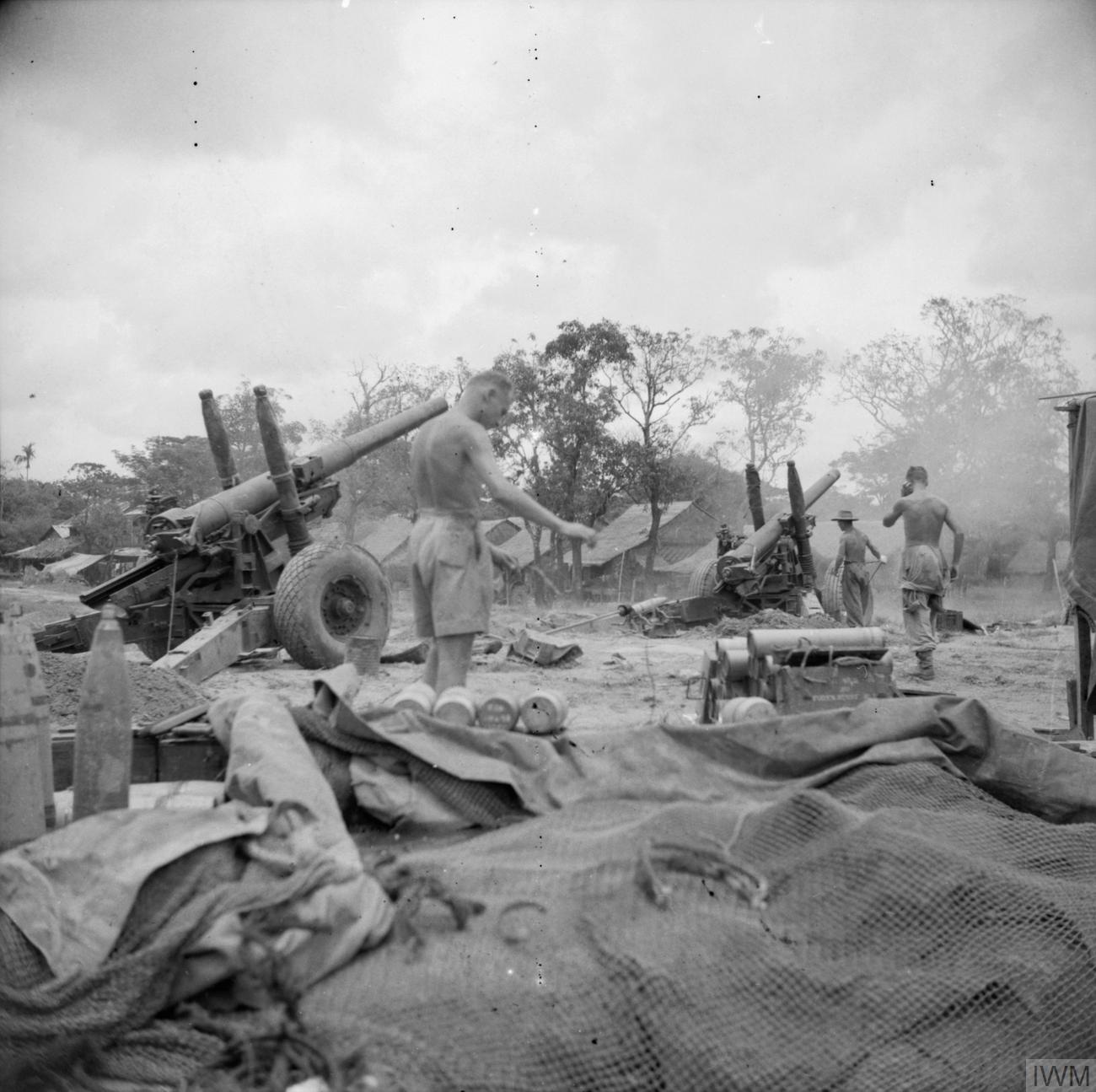
シッタン川屈曲部サトワジョンに放列を敷くイギリス軍第63中榴弾砲連隊のBL 5.5インチ砲（1945年8月1日）

6月25日、日本の第33軍はシッタン川河口東岸で再編成と沿岸防備を実行中であったが、麾下の第53師団と第18師団にシッタン川西岸への牽制攻撃を命じた。第33軍と第28軍の間で無線は不通のため、将校斥候によってかろうじて連絡が行われ、7月20日の渡河に先立つ7月3日に牽制攻撃が開始されることになった。投入兵力は、第18師団が1000人、第53師団が2000人であった。
7月1日、日本の第53師団は、折畳舟8隻・ゴムボート・現地民間船でシッタン川を渡河した。西岸で態勢を整えると、7月3日にミイトキョーを目標に進撃を開始し、7月8日にミイトキョーとボンパンアウクの各集落を攻略した。ミイトキョーにいたイギリス軍の第7インド師団第89旅団の部隊は同地確保は犠牲が大きいと判断して一時後退し、第6グルカ連隊第3大隊と第4軍団手持ちの全航空兵力で反撃を行った。7月9日には歩兵第128連隊長の菊池芳之助大佐が戦死した。7月10日、日本の第53師団は第一次目標達成と判断して一部を残してシッタン川東岸に撤収した。その後、第53師団はシッタン川東岸で第28軍将兵の収容準備に当てられ、ミイトキョー地区での戦闘はなかった。
一方の第18師団は第53師団の南方河口寄りで、7月3日未明に師団主力（歩兵第55連隊・歩兵第56連隊と配属砲兵2個中隊等）が、折畳舟11隻・ゴムボート・現地民間船でシッタン川を渡河した。第18師団右翼の歩兵第55連隊はサトワジョン付近を占領してアビヤ＝ニャンカシ（ニャウンカシュ）間の鉄道線を遮断し、左翼の歩兵第56連隊はニャンカシ駅周辺に駐屯する第7インド師団第89旅団の第8グルカ連隊第4大隊を攻撃したが苦戦した。7月7日に中永太郎第18師団長は攻撃中止を命じて2個大隊を残して東岸に撤退したが、同日にイギリス軍もニャンカシが孤立状態となったため第8グルカ連隊第4大隊をサトワジョン方面に退却させた。ニャンカシ撤退に際して、第7インド師団砲兵はQF 25ポンド砲3門放棄という初めての火砲損失を出した。日本の第18師団はニャンカシを占領後、第33軍の命令に基づいて7月26日からサトワジョン付近からアビヤ方面に攻撃を再開し、7月30日にアビヤ駅周辺で大火災発生と報じた。他方、イギリス軍の記録によると、日本軍は8月2日にサトワジョンを1日だけ占領して引き上げたとしている。
シャン高原に第56師団を基幹とする鳳集団（集団長：松山祐三中将）も、6月28日から歩兵第113連隊に命じてトングー方面へ斬込隊を出撃させて、第28軍の渡河作戦に呼応した。しかし、多少の戦果はあったものの大きな牽制効果は得られなかった。

### シッタン川渡河
7月20日、日本軍第28軍はシッタン川に向かって前進を開始した。その渡河地点は北から順に、トングー南方で第54師団の木庭支隊（支隊長：第54歩兵団長・木庭知時少将）、ピユ北方で第54師団主力（木庭支隊と合わせて12000人）、ピユ南方で干城兵団・第28軍直属部隊主力（小計9500人）、キャウキ付近で振武兵団（8000人）、ニュアンレビン付近で独混第105旅団・第28軍直属部隊の一部（小計4500人）と定められていた。参加兵力はカッコ書きのとおり総計34000人の予定と7月2日時点で電文報告されているが、作戦直後の8月10日時点では渡河前の兵力25000人とも報告されている。中島重砲大隊の15cm榴弾砲など重装備は破棄された。渡河資材は各人が山中から携行してきた竹を組んだ筏や、現地住民から徴発したわずかな小舟しかなかった。シッタン川本流に至る手前のクン川でも雨による増水で川幅100mを超えていたが、大綱をかろうじて張って筏を運行するなどして渡った。シッタン川手前のマンダレー街道を越える辺りからイギリス軍の攻撃が激しくなり、日本軍は損害が続出した。湿地帯のため、砲撃を避けるための壕を掘ることもできなかった。日本軍は、空襲や砲撃を避けるため夜間に、増水したシッタン川を1人から数人ずつで小さな筏を押しながら泳ぎ渡ったが、多数が溺死した。
第28軍主力では、司令部の前方を行く神威部隊がシッタン川手前で戦闘となり7月23日に部隊長の杉本泰雄大佐が戦死したため、軍司令部は針路を変えて左縦隊とともに7月28日にシッタン川を渡った。第54師団では左縦隊の連隊長・連隊長代理3人が次々と戦死して分裂状態に陥ったが、木庭支隊も含め7月23-27日にシッタン川を渡河した。振武集団は途中の湿地帯の水と草に前進を妨げられ、7月30日-8月13日にようやく渡河を終えた。独混第105旅団は左右中央の3個縦隊で前進したうち、左右の縦隊はマンダレー街道付近の戦闘で多数の戦死者を出し、7月26日ころまでかかって渡河を終えた。
第13警備隊司令の深見盛雄大佐率いる海軍陸戦隊650人は、前述のように独混第105旅団長の指揮下で渡河するはずであったが、なぜか集合命令に従わず連絡を絶ち単独行動を採った。第28軍諸部隊に後れてシッタン渡河を目指したが、戦闘や病気で多数の落伍者を出し、8月7-8日にシッタン川西岸でイギリス軍2個大隊に包囲殲滅された。渡河に成功した生存者は8人だけであった。

### 渡河後の行動
渡河に成功した第28軍の将兵は、シッタン川東岸を南下してビリン経由でテナセリウム地区（現タニンダーリ地方域）を目指して行軍を続けた。第54師団（木庭支隊を含む）だけは、シッタン川岸を南下するのではなく、東進してシャン高原を横断してパプン経由でテナセリウム地区に進む計画であった。しかし、第54師団はシャン高原の密林に阻まれて道に迷い、また多くの裸足の将兵の苦痛は激しく、8月15日頃にシャン高原横断は断念された。渡河で体力を消耗した将兵は東岸の友軍部隊に収容されるまでの間に、落伍者、自決者多数を生じた。第28軍参謀の土屋英一中佐は、シッタン川渡河で最後の難関を越えたという安堵感から宿営地に残ってそのまま死んでしまう将兵が多く、沿道には数多くの死体が残されて「屍臭の道」になっていたと述べている。
シッタン川東岸の第33軍は、第53師団にシッタン川支流のシュエジン川・マダマ川渡河点を確保させて、第28軍将兵の収容に当たらせた。また、第56師団もシャン高原への誘導要員を第54師団に対する迎えとして派遣したが、第54師団が上述のとおりシャン高原進入を断念して川沿いに南下したため、ほとんど役に立たなかった。
桜井軍司令官以下の第28軍司令部は、8月2日まで渡河点に近いミガンギャンに留まって諸隊の情報収集の後、南下して8月9日にシュエジンで第53師団に収容された。その後、第28軍司令部は8月15日に第53師団司令部に到達し、同日に南方軍と緬甸方面軍から作戦成功の祝電と終戦の詔書公布を知らされた。第54師団は終戦を知らないまま東岸の南下を続けていたが、8月23日に第28軍から停戦命令を受領した。8月初旬に宮崎第54師団長が掌握できていた兵力は、ペグー山系出発時の9000人以上のうち4000人以下であった。振武兵団は特に司令部の渡河が遅れて8月15日から数日かけてようやく部隊の把握に成功、南下中に終戦を迎えた。独混第105旅団は8月3日にシュエジン川を渡って収容されたが、出発時の人員3400人が2200人に減っていた。8月15日の終戦後も第28軍の多くは状況を知らないまま南下中で、ほとんど通信手段を持たないことから、停戦命令が容易には徹底されなかった。

## 結果
シッタン作戦の結果、日本の第28軍は約15000人をシッタン川東岸の友軍戦線にたどり着かせることに成功した。しかし、その代償は大きく、日本軍の人的損害はペグー山系に集結したとされる34000人を基準にすると20000人近いことになる。もっとも、軍参謀山口少佐の説明によると実際に撤退に参加した兵力は30872人に対して脱出後の掌握人員13953人で損害は16919人になり、第28軍の終戦直後のデータによるとこの損害には同時点での行方不明者4000人と戦病者2000人が含まれている可能性があるため、その場合の戦死者は約11000人となる。一方、イギリス軍の推定では日本軍の戦死者・行方不明者は12000人である。また、投降を非常に嫌った日本軍には珍しく、740人もの捕虜が出ている。対するイギリス軍の損害は、戦死95人及び戦傷322人と極めて僅少であった。なお、イギリス第14軍司令官のウィリアム・スリム中将は、桜井第28軍司令官について、輸送力を欠いたあのような部隊で組織的な脱出を試みたにしてはまことによくやったと賞賛している。
牽制攻撃を担当した第33軍の損害は比較的軽く、うち第18師団の死傷者320人であった。イギリス軍に日本側の作戦計画が漏洩していたこと、第33軍司令部と第28軍司令部の間の通信状態が不良で脱出開始日時が適切に伝わらず、牽制攻撃の開始が早すぎたことなどから、イギリス軍の戦力を引きつけて渡河を助けるという目的は達成できなかった。
本作戦の意義について、『戦史叢書』は、終戦がもう1ヶ月早ければ10000人近い将兵の命が助かったであろうとしつつ、結果論であって仕方がないとまとめている。戦史研究家のルイ・アレンも、もし戦争が続いていたのであれば、半数の兵力を失っても半数の将兵を救って再び戦えることで意義があったであろうが、直後の終戦で無駄死になったと評価している。イギリス側からの意義付けとして、スリム中将は、第28軍を撃破したのみならずビルマにおける全日本軍の敢闘精神に致命的打撃を与えたと述べている。